# Atelier-musée du textile
L'Atelier-musée du textile est un musée situé à Bolbec dans la Seine-Maritime.
Installé dans un local d'une ancienne usine de textile  et animé par une association de bénévoles, Bolbec au fil de la mémoire, l'atelier-musée du textile présente la chaîne complète du travail du coton.

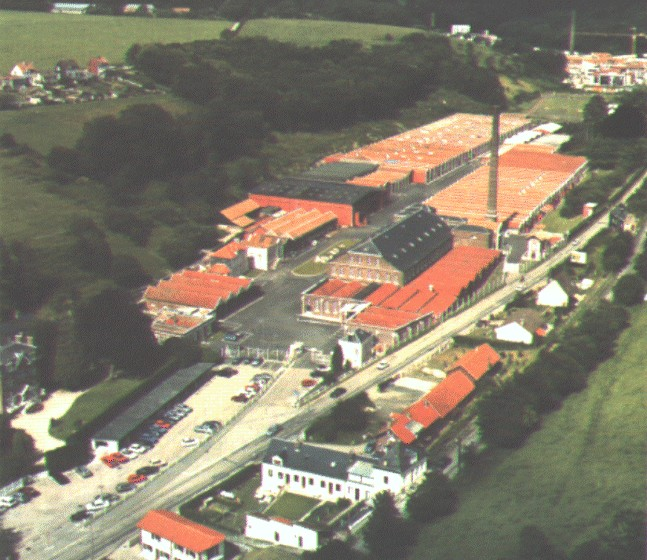
Site Desgenétais.